# Задача о немецких танках
Задача о немецких танках — задача статистической теории оценивания по определению величины нумерованного дискретного набора элементов с равномерной функцией распределения на основании анализа номеров элементов случайной выборки без возвращения из этого набора. Задача допускает решение как методами байесовского вывода, так и методами частотного вывода.
В современном виде задача была сформулирована во время Второй мировой войны в странах антигитлеровской коалиции как один из подходов для оценивания промышленного производства противника в условиях недостатка открытой информации. Доступными для анализа оказались серийные номера уничтоженной и захваченной техники противника, в том числе танков, откуда и возникло название задачи. Решение задачи позволило на основании серийных номеров машин и отдельных деталей сделать практические предположения об объёмах военного производства гитлеровской Германии. Многие оценки, выполненные на основе решения задачи, оказались более точными, чем сведения традиционной разведки.

## История задачи

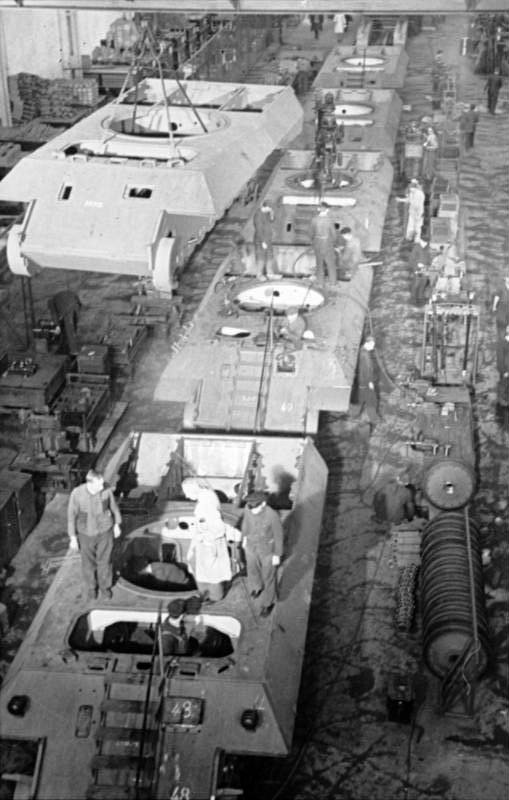
Сборочная линия танка Panzer V Пантера в Германии, 1944 год

На протяжении всей Второй мировой войны воюющие стороны предпринимали значительные усилия в области разведки промышленного потенциала противника. В странах антигитлеровской коалиции наряду с традиционной агентурной разведкой были предприняты усилия для развития прикладных методов статистического оценивания. Некоторые результаты статистического оценивания позволили значительно улучшить точность сведений традиционной разведки. Важным результатом статистического подхода стала оценка темпов производства танка Panzer V Пантера, позволившая оптимизировать силы союзников для высадки в Нормандии.
В конце 1943 — начале 1944 года союзное командование обратило внимание на появившуюся новую модель тяжёлого танка — Panzer V Пантера. Танк применялся только на восточном фронте и первоначально был расценен как очередной мелкосерийный тяжёлый танк. Однако статистический анализ серийных номеров танковых колёс показал, что только в марте 1944 немецкой промышленностью было выпущено около 270 танков «Пантера». Это позволяло предположить, что во время планировавшейся высадки союзных войск в Нормандии против них будут применены значительные количества «Пантер» и потребовало изменений в подготовке состава высаживающихся войск.